# 嵩村裕司
嵩村 裕司（かさむら ゆうじ、1957年 - ）は、日本の美術監督である。

## 経歴
1979年に大学を中退し、映画製作会社入社を経て木村威夫に師事。美術助手・装飾の経験を経て独立する。

## 参加作品
※出典
- tokyo skin(1996)
- BLOOD 狼血(1999)
- 鮫肌男と桃尻女(1999)
- Danger de mort<ダンジェ>(1999)
- アイ・ラヴ・ユー（1999）
- おしまいの日。(2000)
- 新 男樹(2000)
- α(2005)
- この胸いっぱいの愛を(2005)
- 猫目小僧(2006)
- ユビサキから世界を(2006)
- 口裂け女2(2008)
- 春琴抄(2008)
- カフェ代官山II 〜夢の続き〜(2008)
- 魔法のiらんど teddy bear(2008)
- デメキング(2009)
- カフェ代官山III それぞれの明日(2009)
- カケラ(2010)
- MADE IN JAPAN 〜こらッ!〜(2011)
- カミハテ商店(2012)
- 彌勒 MIROKU(2013)
- 正しく生きる(1015)
- 赤い玉、(2015)
- ウィッチ・フウィッチ(2018)
- 嵐電(2019)
- 二人ノ世界(2020)
- のさりの島(2021)
- CHAIN/チェイン(2021)